# Pekin (Illinois)
Pekin es una ciudad ubicada en el condado de Tazewell en el estado estadounidense de Illinois. En el Censo de 2010 tenía una población de 34094 habitantes y una densidad poblacional de 869,64 personas por km².

## Geografía
Pekin se encuentra ubicada en las coordenadas 40°34′3″N 89°37′30″O / 40.56750, -89.62500. Según la Oficina del Censo de los Estados Unidos, Pekin tiene una superficie total de 39.2 km², de la cual 37.71 km² corresponden a tierra firme y (3.82%) 1.5 km² es agua.

## Demografía
Según el censo de 2010, había 34094 personas residiendo en Pekin. La densidad de población era de 869,64 hab./km². De los 34094 habitantes, Pekin estaba compuesto por el 94.69% blancos, el 2.08% eran afroamericanos, el 0.45% eran amerindios, el 0.63% eran asiáticos, el 0.02% eran isleños del Pacífico, el 0.73% eran de otras razas y el 1.4% pertenecían a dos o más razas. Del total de la población el 2.4% eran hispanos o latinos de cualquier raza.

## Gobierno
La Agencia Federal de Prisiones (BOP) gestiona la Institución Correccional Federal, Pekin.